# شش (فیلم ۲۰۰۵)
شش (به تامیلی: Aaru) فیلمی محصول سال ۲۰۰۵ و به کارگردانی هاری است. در این فیلم بازیگرانی همچون سوریا، تریشا، وادیولو، اشیش ویدیارتی، تامبی رامایاش، کالاباوان مانی و چامس ایفای نقش کرده‌اند.